# Arroz africano

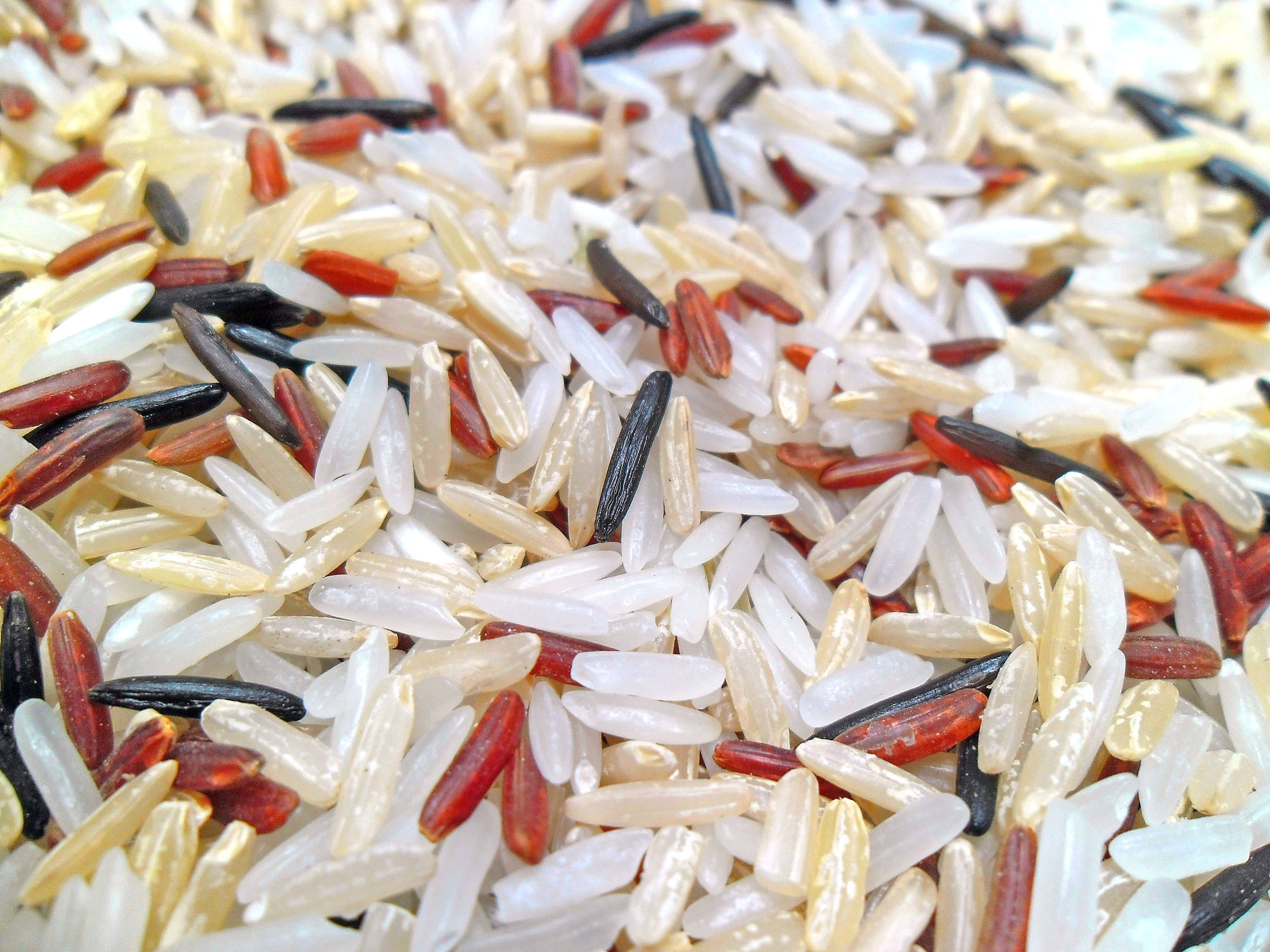
Arroz branco, marrom, vermelho e selvagem

O arroz africano é uma planta da família das gramíneas e gênero Oryza, da espécie glaberrima. Diferencia do Oryza sativa, que é o arroz asiático. O glaberrima é nativo da África subsaariana e acredita-se que tenha sido domesticado há cerca de 2.000 a 3.000 anos pelos povos que habitavam as planícies inundáveis ao redor do Rio Níger a partir do seu ancestral selvagem, o Oryza barthii (anteriormente denominado Oryza brevilugata). Por sua vez, o sativa foi domesticado independentemente em duas linhagens distintas, Oryza japonica e Oryza indica, provavelmente na China. Algumas hipóteses sugerem que o arroz asiático também poderia ter sido cultivado nas regiões tropicais do sul da China, embora ainda não existam provas definitivas dessa teoria.
O estudo do arroz africano na história do Novo Mundo destaca o papel da contribuição africana para a agricultura da América e questiona a narrativa comum de que europeus foram os principais agentes na disseminação do cultivo de arroz. Este reconhecimento oferece uma nova perspectiva sobre as interações transatlânticas no contexto colonial.

## História
O arroz, uma das culturas mais difundidas no mundo, foi introduzido nas Américas durante o período colonial. Judith A. Carney propõe uma reinterpretação da narrativa histórica tradicional sobre o cultivo do arroz no Novo Mundo, ao sustentar que os saberes e as práticas agrícolas africanas desempenharam um papel determinante na proliferação e no sucesso do cultivo de arroz nas colônias americanas. Carney argumenta que os africanos escravizados não foram meramente uma fonte de mão-de-obra, mas atuaram como agentes ativos na transferência de sentimentos e técnicas agrícolas fundamentais, Essas técnicas incluíam a seleção de áreas alagadiças para o plantio, o manejo eficiente da água e métodos específicos de plantio e colheita. Além disso, utilizavam ferramentas como a enxada de cabo longo para preparar o solo e técnicas manuais de processamento pós-colheita, como o uso de pilões de madeira para descascar o arroz. Essas habilidades foram fundamentais para a adaptação e sucesso do cultivo de arroz nas Américas.
Peter A. Coclanis, que estudou sobre as condições econômicas, sociais e culturais do sul dos Estados Unidos, particularmente na região da Carolina do Sul, também discute em seus trabalhos a importância das técnicas e das diferentes espécies de arroz que foram levadas para o Novo Mundo, assim como a engenharia hidrológica utilizada pelos africanos em plantações na Carolina do Sul e Geórgia, Estados Unidos. Joseph E. Inikori, semelhantemente, destaca a circulação de bens e saberes africanos, incluindo práticas agrícolas difundidas pelos povos escravizados ao longo do comércio atlântico.
Enquanto frequentemente se atribui a introdução do arroz ao esforço europeu, Judith A. Carney destaca a contribuição dos povos escravizados africanos para o cultivo do arroz no hemisfério ocidental. Segundo a historiadora, essa contribuição está enraizada no conhecimento de que o arroz foi domesticado independentemente na África Ocidental há cerca de 3.000 anos.
No primeiro quartel do séc. XXI, o arroz africano gradualmente é substituído nas regiões da África Ocidental pelas variedades asiáticas, que foram introduzidas pelos portugueses no século XVI. Como resultado, a importância do arroz africano tem diminuído consideravelmente. Um relatório do National Research Council  observa que isso não deveria ter ocorrido, pois o arroz africano tem uma longa história e tradição no continente. O estudo compara a situação do arroz africano nos anos 1960 com o cenário dos anos 2000, quando apenas algumas populações ainda o cultivavam.
O declínio do Oryza glaberrima, o arroz africano, está associado a diversos fatores, incluindo a concorrência com o Oryza sativa, o arroz asiático, que se expandiu amplamente devido ao seu maior rendimento e aceitação comercial. No entanto, essa espécie nativa ainda sobrevive em alguns contextos específicos, especialmente em regiões onde suas características de resistência a condições adversas são valorizadas.
Embora menos produtivo que o arroz asiático em condições ideais, o Oryza glaberrima apresenta vantagens em ambientes desafiadores, como solos pobres e períodos de seca. Avanços recentes na agronomia têm permitido o desenvolvimento de híbridos entre as duas espécies, combinando a resiliência do arroz africano com o alto rendimento do arroz asiático, o que pode contribuir para a segurança alimentar em diversas regiões do continente.

## Origem
A espécie menos conhecida Oryza glaberrima, foi domesticada na região do Rio Níger, no Mali. As evidências botânicas sugerem que essa espécie se adaptou a solos pobres e ambientes inundados, características que eventualmente facilitaram sua introdução no Novo Mundo  através do comércio de escravista. Documentos históricos indicam que o arroz foi introduzido na Carolina do Sul por volta de 1670, possivelmente por um navio negreiro Português. No Brasil, relatos datam o cultivo de arroz desde o século XVI, com registros de plantation na Bahia antes mesmo da introdução na Carolina.
As pessoas escravizadas desempenharam um papel crucial não apenas como mão-de-obra, mas também como agentes de conhecimento agrícola, trazendo habilidades de cultivo que foram fundamentais para o estabelecimento da cultura do arroz nas Américas. Eles introduziram técnica agrícolas africanas, adaptaram-se aos microambientes locais e contribuíram para a diversificação das práticas agrícolas coloniais.
O arroz tornou-se um alimento básico nas sociedades escravistas americanas, influenciando significativamente a dieta e as práticas culturais. A introdução do arroz africano nas plantations norte-americanas e brasileiras reflete uma complexa troca cultural e genética entre os continentes africano, europeu e americano.

## Produção Mundial
| País       | Produção (milhões de toneladas aproximado 2023/2024) |
| ---------- | ---------------------------------------------------- |
| China      | 214 Milhões                                          |
| India      | 177 Milhões                                          |
| Indonésia  | 54 Milhões                                           |
| Bangladesh | 40 Milhões                                           |
|            | Fonte: (USDA)                                        |